# Clarembaud d'Arras
Clarambaud, ou Clarembaldus, Clarembaldus Atrebatensi ou encore Clarembald d'Arras était un théologien et chroniqueur médiéval français (écrivant en latin) et ayant vécu au XIIe siècle (vers 1110 à +/- 1187).
Il ne doit pas être confondu avec un autre Clarembaud qui, comme lui, fut archidiacre à Arras au XIIe siècle, mais avant lui. Celui-ci est devenu évêque de Senlis en 1117 et a assumé cette charge ecclésiastique jusqu'à sa mort (en 1133).

## Éléments de biographie
Clarambaud est élève de Thierry de Chartres et de Hugues de Saint-Victor. Clarambaud est cité en 1152 dans des documents conservés à Arras, qui indiquent qu'il souscrit à cette date à une charte de l'évêque Godescalc en faveur du monastère de Saint-Bertin.
On le retrouve quatre ans plus tard, devenu archidiacre de la cathédrale d'Arras et mentionné comme tel par plusieurs documents jusqu'en 1171.
On sait aussi par les archives qu'il a dirigé l'école épiscopale de Laon, durant un temps situé entre 1157 et 1159 ou 1165 et 1168. 
On retrouve d'ailleurs son nom parmi plusieurs témoins cités, avec le maire de Laon, dans la « Charte-loi de Prisches » autrefois applicable dans l'ancien Hainaut (il y est cité comme écrivain).

## Son œuvre
Une partie importante de ses écrits est probablement perdue, mais on en a conservé d'importants fragments, peut-être les plus importants, dans cinq manuscrits :
- Tractatus super librum Boetii De Trinitate (son travail le plus connu, dédié à un magister Odo qui pourrait être Eudes, abbé d'Ourscamp devenu évêque de Tusculum et cardinal) ;
- Commentaires de l’Opuscula Sacra de Boethius (Boèce)[4]; 2 poèmes sur Boèce (De trinitate et De hebdomadibus), probablement écrits entre 1157 et 1158 à Laon, dont deux copies existent, la première dont l'origine n'est pas connue est conservées à Oxford (Baliol College, cote 296) et la seconde venant de l'abbaye de Saint-Amand est conservée à Valenciennes à la cote 193) avec une lettre à Odon (Le manuscrit conservé à la cote 142 à la bibliothèque de Saint-Omer, est le seul qui contienne les deux ouvrages ; c'est un codex provenant de l'Abbaye Saint-Bertin qui aurait été écrit entre 1150 et 1175) ;
- Commentaire (Tractatulus, non daté mais peut-être écrit vers 1170) sur le premier chapitre de la Genèse, adressé, ainsi que le Traité sur la Genèse de son maître Thierry de Chartres, à une grande dame (qui n'a pas pu être identifiée) ;
- Critique d'Abélard et de Gilbert de Poitiers ; il accuse Abélard d'arianisme et reproche à Gilbert de Poitiers d'obscurcir la question de la trinité.
- Epistula ad Dominam (Paris, BN lat. 3584, Cambrai, 339)

Fernand Van Steenberghen écritque son premier historien, P. Wilhelm Jansen s'est trompé en pensant que Clarembaud, bien qu'influencé par Boèce et le platonisme, a pu professer le panthéisme, comme on l'a cru d'abord sur la foi de formules qui expriment son réalisme outré ou ses vues sur l'exemplarisme divin.
Certains l'ont jugé « servilement dépendant de ses sources », mais ce n'est pas exact selon Fernand Van Steenberghen, et il est aussi dans la tradition des bons copistes médiévaux de ne pas modifier les textes des anciens, ce qui risquerait d'en faire perdre le sens.
Il appartient à l'École de Chartres, de Guillaume de Conches et Bernard Silvestris.
Deux de ses prédécesseurs et maîtres, dont il se revendique sont Thierry de Chartres et moindrement Hugues de Saint-Victor, à l'opposé de Gilbert de Poitiers. Il a probablement étudié à Paris entre 1132 et 1142 avec Thierry de Chartres et Hughes de Saint-Victor